# Mossa
Mossa (Mosse in friulano standard, Mossa nella variante locale) è un comune italiano di 1 507 abitanti in Friuli-Venezia Giulia.

## Geografia fisica
Il comune di Mossa ha un'estensione di poco superiore ai 6 km² e confina con i comuni di Capriva del Friuli, San Lorenzo Isontino, Farra d'Isonzo, San Floriano del Collio e Gorizia (frazione Lucinico). Posta poco più di 1 km dal confine con la Slovenia, il territorio comunale è prevalentemente pianeggiante, fatta eccezione per alcune modeste alture che superano di poco i 100 m di altitudine, e si trova nella destra orografica del fiume Isonzo a contatto con le prime propaggini del Collio.

## Storia
Il nome del paese sembrerebbe derivare dal toponimo longobardo Mossau o Moos-Au ("piana muschiosa"), sebbene l’area fosse sicuramente abitata già nel Neolitico, come attestato dal ritrovamento di alcune asce in pietra. Nel paese sono state rinvenute anche alcune monete romane e una necropoli slava, con molti scheletri in buono stato di conservazione. La prima testimonianza scritta risale invece al 1064, in un documento relativo a una donazione fatta al duomo di Aquileia dalla contessa Hadwig (Edvige) "di Mossa", personaggio importante per la nascita della futura Contea di Gorizia, che scelse come residenza vedovile il castello di Mossa.
Nel Medioevo Mossa gode di ampia autonomia amministrativa e possiede un seggio nel Parlamento del Friuli. Tra il Duecento e il Cinquecento subisce le alterne vicende delle guerre tra il Patriarcato di Aquileia e i conti di Gorizia. Nel 1480 un grave incendio distrugge il castello: ciò spiegherebbe la costruzione di un nuovo fabbricato, più modesto del primo e per questo chiamato Cjascjelût (castelletto). Nel 1523 Mossa passa definitivamente alla contea di Gorizia e l’amministrazione è affidata a varie famiglie nobili, tra cui i Cobenzl (dal 1587) e i Codelli (dal 1759). Durante il dominio asburgico, che durerà fino al 1915, Mossa diventa un piccolo borgo rurale, con la popolazione dedita prevalentemente all'agricoltura e al piccolo artigianato. Nel 1877 una legge provinciale sancisce la prima autonomia del comune di Mossa, per distacco da quello di Lucinico a cui fino allora apparteneva.
La prima guerra mondiale segna la fine del periodo asburgico. Il 24 maggio 1915, quando l'Italia entra in guerra, il paese è subito occupato dall’esercito italiano e la popolazione mossese è costretta a trasferirsi in varie località austriache fino al termine della guerra. Con la disfatta di Caporetto il paese è riconquistato dall'esercito austro-ungarico, che lo terrà sino al ritiro definitivo dopo la battaglia di Vittorio Veneto. Dopo l’annessione all’Italia del 1918, nel 1928 il comune di Mossa è accorpato, assieme a San Lorenzo Isontino e Moraro, a quello di Capriva. Ma il paese deve ancora subire i tragici eventi della seconda guerra mondiale e del successivo governo militare alleato fino al 1947. Dopo il conflitto Mossa viene a trovarsi vicino al nuovo confine fra Italia e Jugoslavia (dal 1991 Slovenia), che corre pochi chilometri a nord del paese. Il 26 agosto 1955 Mossa riottiene l'autonomia comunale e oggi è un centro agricolo, con piccole industrie, botteghe artigiane e trattorie tipiche.

### Simboli
Lo stemma e il gonfalone sono stati concessi con DPR del 18 febbraio 1978.
Il gonfalone è un drappo di azzurro.

## Monumenti e luoghi d'interesse

### Architetture religiose

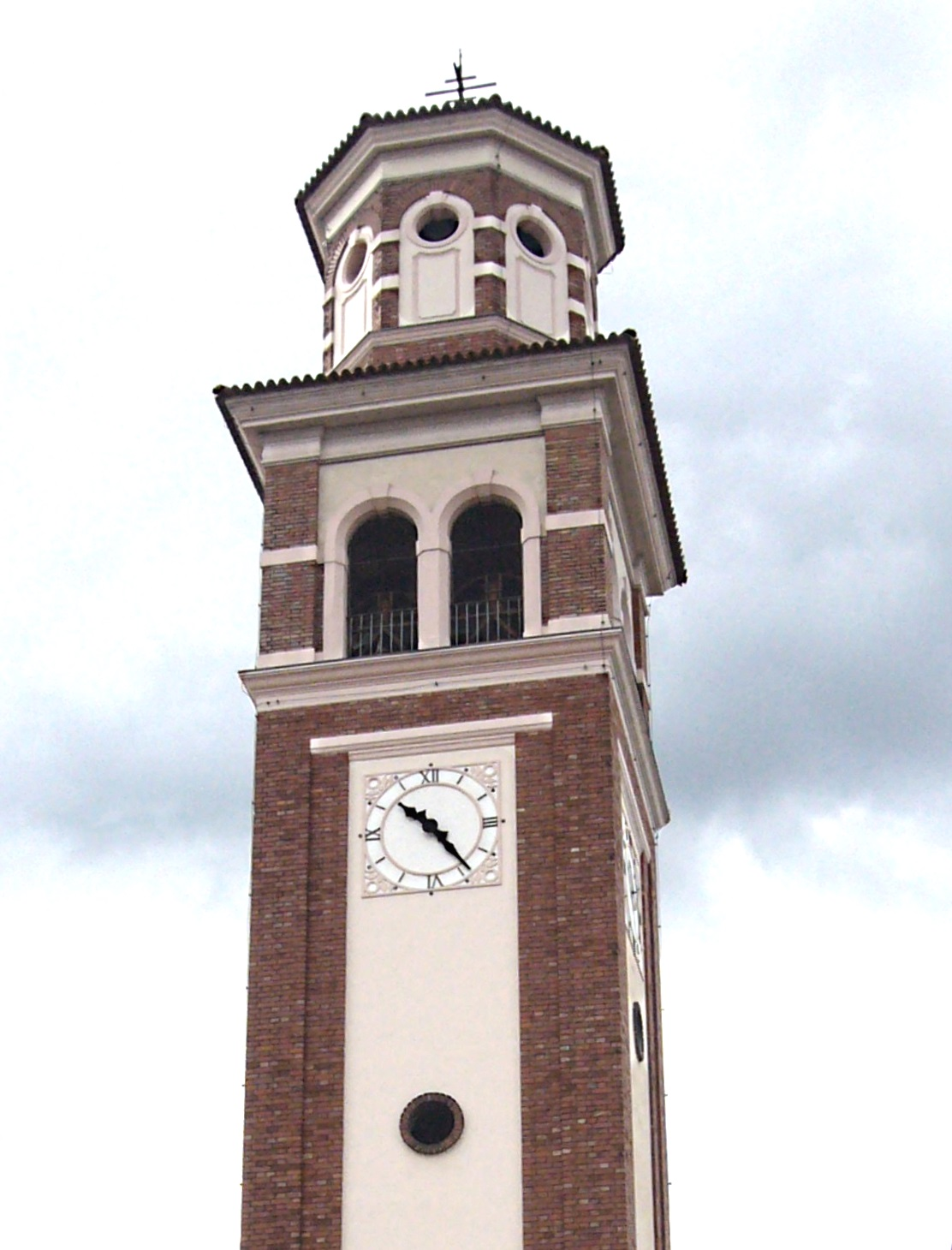
Il campanile

#### Chiesa di Sant'Andrea Apostolo
La chiesa parrocchiale di Sant'Andrea Apostolo, si trova nel centro del paese. Fu costruita negli anni venti e inaugurata nel 1927 dopo che la vecchia chiesa situata in borgo Zenta fu distrutta dai bombardamenti nel corso della prima guerra mondiale.

#### Santuario del Preval (Santa Maria Regina dei Popoli)
Il santuario del Preval si trova nella piana del Preval a nord del paese. Tracce archeologiche e documenti d'archivio testimoniano la presenza di un edificio di culto in quest'area già nel X secolo, nel luogo in cui secondo la tradizione alcuni contadini trovarono un'immagine della Madonna. L'edificio attuale, dopo decenni di incuria e abbandono, è stato ricostruito nei primi anni novanta e inaugurato ufficialmente nel 1995. Alcuni anni dopo cambiò il nome in Santa Maria Regina dei Popoli per volere di papa Giovanni Paolo II.
Legata al luogo è la statua lignea che rappresenta la Madonna del Preval, datata nel XV secolo e attribuita alla scuola tolmezzina. Per secoli ospitata nel santuario, ora si trova in una cappella laterale della chiesa parrocchiale di Sant'Andrea.

#### Altre architetture religiose
- Chiesa di San Carlo Borromeo, situata sul colle Blanchis
- Statua di San Giovanni Nepomuceno, in borgo Zenta

### Architetture civili

#### Villa Codelli
La villa, antica residenza della principale famiglia mossese ed oggi sede di un'azienda agricola, si trova sulla collinetta che domina il borgo Vallisella. L'edificio fu costruito dalla famiglia Cobenzl, a cui nel 1759 subentrarono i Codelli, ed è stato più volte rimaneggiato fino a perdere l'aspetto originario. Accanto alla villa si trova la cappella del palazzo dedicata a santa Maria Assunta, risalente al Cinquecento e ricostruita quasi interamente nel Settecento.

### Aree naturali

#### Piana del Preval
La piana del Preval è situata nella zona nord del comune ed è suddivisa tra Mossa e San Floriano del Collio. Quest'area, fino ad inizio Novecento paludosa, fu bonificata nel periodo fascista e trasformata in area agricola. Nonostante questa trasformazione il Preval mantiene ancora oggi la sua caratteristica di zona umida e offre rifugio ad una grande varietà di specie di uccelli, anfibi e rettili. Per la sua importanza naturalistica, parte dell'area è stata inserita nella SIC IT3330001 "Palude del Preval", istituita nell'ambito del progetto europeo Natura 2000. L'area è facilmente raggiungibile in bicicletta dal centro del paese utilizzando le piste ciclabili realizzate alcuni anni fa dalla provincia di Gorizia.

## Società

### Evoluzione demografica
Abitanti censiti

### Lingue e dialetti
A Mossa, accanto alla lingua italiana, la popolazione utilizza la lingua friulana. Ai sensi della deliberazione n. 2680 del 3 agosto 2001 della Giunta della Regione autonoma Friuli-Venezia Giulia, il Comune è inserito nell'ambito territoriale di tutela della lingua friulana ai fini della applicazione della legge 482/99, della legge regionale 15/96 e della legge regionale 29/2007.
La lingua friulana che si parla a Mossa fra le varianti appartenenti al friulano goriziano.

### Associazioni
Nel comune di Mossa hanno sede diverse associazioni:
- Corale “San Marco”
- A.D.V.S. sezione “Florinda Nicolazzi”
- A.N.A. sezione “alp. Gastone Bregant”
- A.S.D. Mossa
- G.S. Pallavolo Mossa
- Club 125 “Aurora”
- Fiat 500 Club Isonzo Archiviato il 5 settembre 2017 in Internet Archive.
- Grup Cultural Furlan Scampanotadors 45
- Comitato PresepInsieme
- Associazione Mossa in Moto
- A.S.D. Squadra Corse Isontina
- G.A.S. Club - Club Gorizia Automoto Storiche
- Associazione Riserva di Caccia di Mossa
- Gruppo Alpin Bike
- Gruppo Mossa Giovane
- Associazione Musicale Culturale "Orchestra Fil(m)armonica di Mossa"
- Gruppo comunale di Protezione Civile

## Amministrazione
Il comune di Mossa fa parte dell'ASTER "Collio Isonzo" assieme a tutti i comuni della Destra Isonzo, con comune capofila Cormons.
Precedenti amministrazioni:
| Periodo | Periodo | Primo cittadino  | Partito              | Carica      | Note |
| ------- | ------- | ---------------- | -------------------- | ----------- | ---- |
| 1955    | 1956    | Luigi Medeot     |                      | Comm. pref. |      |
| 1956    | 1961    | Luigi Medeot     | Democrazia Cristiana | Sindaco     |      |
| 1961    | 1965    | Luigi Medeot     | Democrazia Cristiana | Sindaco     |      |
| 1965    | 1970    | Amos Pazzagli    | Democrazia Cristiana | Sindaco     |      |
| 1970    | 1975    | Renzo Medeot     | Democrazia Cristiana | Sindaco     |      |
| 1975    | 1980    | Edoardo Zoff     | Democrazia Cristiana | Sindaco     |      |
| 1980    | 1985    | Edoardo Zoff     | Democrazia Cristiana | Sindaco     |      |
| 1985    | 1990    | Edoardo Zoff     | Democrazia Cristiana | Sindaco     |      |
| 1990    | 1995    | Pierluigi Medeot | Democrazia Cristiana | Sindaco     |      |
| 1995    | 1999    | Pierluigi Medeot | Lista Civica         | Sindaco     |      |
| 1999    | 2004    | Pierluigi Medeot | Lista Civica         | Sindaco     |      |
| 2004    | 2009    | Pierluigi Medeot | Lista Civica         | Sindaco     |      |

## Sport
Nel comune di Mossa hanno sede tre sodalizi sportivi:
- G.S. Pallavolo Mossa, che gioca nella palestra comunale
- A.S.D. Mossa Calcio: rifondata nel 2016 dopo anni di inattività, attualmente disputa il campionato di Terza Categoria. Tra gli anni '90 e gli anni 2000 fu una presenza fissa nel campionato Eccellenza Friuli-Venezia Giulia
- Gorizia Rugby A.S.D, che dal 2017 disputa le proprie partite a Mossa.

Per alcuni anni il campo sportivo comunale ha ospitato la partita del Pro Gorizia Calcio.
Negli ultimi anni il comune è stato più volte attraversato dal Giro d'Italia: nel 2014 nella tappa Gemona del Friuli-Trieste vinta da Luka Mezgec, nel 2021 nella tappa Grado-Gorizia vinta da Victor Campenaerts.